# Heinrich Brenner (Widerstandskämpfer)
Heinrich Brenner (* 18. Juni 1908 in Hühnerfeld (Sulzbach/Saar); † 23. Dezember 1986 in Sulzbach) war ein deutscher Widerstandskämpfer gegen den Nationalsozialismus.

## Leben
Heinrich Brenner wuchs in Hühnerfeld als Sohn einer evangelischen Bergarbeiterfamilie auf. Wie fast der gesamte Ort stand Brenner von früh an in der Tradition der Arbeitervereine. Mit 14 Jahren fuhr er in die Grube Altenwald ein und war Mitglied des Arbeiter-Athletenbundes. Nach einer Mitgliedschaft bei den Unabhängigen Sozialdemokraten schloss er sich 1928 der KPD an. Dort war er technischer Leiter des Roten Frontkämpferbundes und Vorsitzender der „Rot-Sport-Formation“. Nach einer Schlägerei mit einem Steiger wurde er entlassen und fand nur noch wenig Arbeit.
Drei Tage nach dem Ergebnis der Saarabstimmung flüchtete Brenner nach Lourdes, kehrte jedoch im Juni 1935 zurück nach Hühnerfeld. Er verteilte illegale Flugblätter, die über Kuriere aus Forbach in das Land geschmuggelt wurden. Da er als Gegner der Nationalsozialisten bekannt war, fand er nur wenig Arbeit. Nach einem scharfen Wortwechsel in einem Gasthaus mit mehreren Mitgliedern der Sturmabteilung (SA) floh er zum zweiten Mal ins Ausland. Er ging nach Spanien, wo er sich 1936 den Internationalen Brigaden anschloss. Bei der Schlacht von Teruel wurde er verwundet und am Knie verletzt. Diese Schussverletzung führte zehn Jahre später zur Amputation des linken Beines unterhalb des Knies. 
Nach dem Ende des Spanischen Bürgerkriegs setzte sich Brenner nach Frankreich ab, wo er in Bordeaux interniert wurde, jedoch rechtzeitig in den unbesetzten Teil Frankreichs flüchten konnte. In Sarrancolin schloss er sich im März 1943 der Résistance an. Als dort die Lage schwierig wurde, versuchte er nach Spanien zu gelangen, wurde aber in den Pyrenäen von Gebirgsjägern aufgegriffen.
Seine Internierung begann im Pariser Gefängnis Frèsnes. Von dort wurde er über Trier in die Justizvollzugsanstalt Saarbrücken gebracht, wo er von der Gestapo mehrfach verhört wurde. Danach wurde er in „Schutzhaft“ überstellt, die er vom Oktober 1943 bis März 1944 im Schloss Kislau (damals: KZ Kislau) und anschließend in der Neuen Bremm verbrachte. Im Mai 1944 wurde er in das KZ Dachau gebracht, wo er bis zur Befreiung durch die Alliierten inhaftiert blieb.
Nach dem Krieg kehrte er nach Sulzbach zurück und gründete dort ein Fuhrunternehmen.